# Donald Johnson
Donald James Johnson (* 9. September 1968 in Bethlehem, Pennsylvania) ist ein ehemaliger US-amerikanischer Tennisspieler.

## Karriere
Johnson begann 1992 seine Profikarriere und spielte überwiegend Doppel. Im Einzel trat er in 23 Matches an, gewann aber keinen Titel. Im Doppel spielte er zunächst an der Seite von Patrick Rafter, Tom Mercer und anderen, bevor er mit Leander Paes ein Duo bildete. Zusammen gewannen sie drei Challenger-Turniere. 1993 konnte er zusammen mit Jonas Björkman ein weiteres Turnier der Challenger Tour im japanischen Nagoya für sich entscheiden. Mit Kent Kinnear bestritt er nach einem Jahr wieder ein Finale in Cherbourg, das gegen Neil Broad und Johan de Beer verloren ging. Es folgten etliche frühe Niederlagen bis Juli 1994, als er mit Jack Waite das Turnier in Neu-Ulm gewann. Mit Waite konnte Johnson auch im Februar 1995 einen weiteren Erfolg in Mendoza verbuchen.
Ab 1996 spielte er mit Francisco Montana, mit dem er 1996 das Viertelfinale der French Open erreichte und zwei Titel auf der ATP Tour gewann. Insgesamt bestritten sie bis Ende 1998 zehn Endspiele, von denen sie sieben gewinnen konnten. Mit Piet Norval gewann Johnson im Jahr 2000 vier Titel, darunter den Tennis Masters Cup in Bangalore. In Wimbledon sicherte er sich zusammen mit Kimberly Po den Titel im Mixed. Mit seinem folgenden Partner, Jared Palmer, konnte er 2001 Wimbledon gewinnen und das Finale der US Open erreichen. Im Finale von Wimbledon schlugen sie Jiří Novák und David Rikl mit 4:6, 6:4, 3:6, 6:7. Im selben Jahr spielte Johnson sein einziges Match für die US-amerikanische Davis-Cup-Mannschaft. Mit Palmer verlor er gegen die Inder Mahesh Bhupathi und Leander Paes in vier Sätzen.
2002 erreichte er das Halbfinale der Australian Open und wurde Weltranglistenerster im Doppel.

## Erfolge
| Legende                           |
| Grand Slam (1)                    |
| Tennis Masters Cup (1)            |
| ATP Masters Series (2)            |
| ATP International Series Gold (3) |
| ATP International Series (16)     |
| ATP Challenger Series (12)        |

| ATP-Titel nach Belag |
| Hartplatz (6)        |
| Sand (13)            |
| Rasen (3)            |
| Teppich (1)          |

### Doppel

#### Turniersiege

##### ATP Tour
| Nr. | Datum             | Turnier          | Belag         | Partner           | Finalgegner                            | Ergebnis           |
| --- | ----------------- | ---------------- | ------------- | ----------------- | -------------------------------------- | ------------------ |
| 1.  | 11. März 1996     | Mexiko-Stadt (1) | Sand          | Francisco Montana | Nicolás Pereira Emilio Sánchez Vicario | 6:2, 6:4           |
| 2.  | 5. August 1996    | Amsterdam        | Sand          | Francisco Montana | Rikard Bergh Jack Waite                | 6:4, 3:6, 6:2      |
| 3.  | 28. April 1997    | Monte Carlo      | Sand          | Francisco Montana | Jacco Eltingh Paul Haarhuis            | 6:4, 6:4           |
| 4.  | 9. Februar 1998   | Marseille        | Hartplatz (i) | Francisco Montana | Mark Keil T. J. Middleton              | 6:4, 3:6, 6:3      |
| 5.  | 13. April 1998    | Estoril (1)      | Sand          | Francisco Montana | David Roditi Fernon Wibier             | 6:1, 2:6, 6:1      |
| 6.  | 11. Mai 1998      | Hamburg          | Sand          | Francisco Montana | David Adams Brett Steven               | 6:4, 6:4           |
| 7.  | 12. Oktober 1998  | Palermo          | Sand          | Francisco Montana | Pablo Albano Daniel Orsanic            | 6:4, 7:6           |
| 8.  | 12. April 1999    | Estoril (2)      | Sand          | Tomás Carbonell   | Jiří Novák David Rikl                  | 6:3, 2:6, 6:1      |
| 9.  | 12. Juli 1999     | Gstaad           | Sand          | Cyril Suk         | Aleksandar Kitinov Eric Taino          | 7:5, 7:6           |
| 10. | 28. Februar 2000  | Mexiko-Stadt (2) | Sand          | Byron Black       | Gastón Etlis Martín Rodríguez          | 6:3, 7:5           |
| 11. | 17. April 2000    | Estoril (3)      | Sand          | Piet Norval       | David Adams Joshua Eagle               | 6:4, 7:5           |
| 12. | 26. Juni 2000     | Nottingham (1)   | Rasen         | Piet Norval       | Ellis Ferreira Rick Leach              | 1:6, 6:4, 6:3      |
| 13. | 30. Oktober 2000  | Basel            | Teppich (i)   | Piet Norval       | Roger Federer Dominik Hrbatý           | 7:6, 4:6, 7:6      |
| 14. | 17. Dezember 2000 | Shanghai         | Hartplatz     | Piet Norval       | Mahesh Bhupathi Leander Paes           | 7:6, 6:3, 6:4      |
| 15. | 4. März 2001      | Acapulco (3)     | Sand          | Gustavo Kuerten   | David Adams Martín Alberto García      | 6:3, 7:6           |
| 16. | 12. März 2001     | Scottsdale       | Hartplatz     | Jared Palmer      | Marcelo Ríos Sjeng Schalken            | 7:6, 6:2           |
| 17. | 30. April 2001    | Barcelona        | Sand          | Jared Palmer      | Tommy Robredo Fernando Vicente         | 2:6, 6:3, 7:6      |
| 18. | 7. Mai 2001       | Mallorca         | Sand          | Jared Palmer      | Feliciano López Francisco Roig         | 7:5, 6:3           |
| 19. | 25. Juni 2001     | Nottingham (2)   | Rasen         | Jared Palmer      | Paul Hanley Andrew Kratzmann           | 6:4, 6:2           |
| 20. | 9. Juli 2001      | Wimbledon        | Rasen         | Jared Palmer      | Jiří Novák David Rikl                  | 6:4, 4:6, 6:3, 7:6 |
| 21. | 29. Oktober 2001  | Stockholm        | Hartplatz (i) | Jared Palmer      | Jonas Björkman Todd Woodbridge         | 6:3, 4:6, 6:3      |
| 22. | 7. Januar 2002    | Doha             | Hartplatz     | Jared Palmer      | Jiří Novák David Rikl                  | 6:3, 7:65          |
| 23. | 14. Januar 2002   | Sydney           | Hartplatz     | Jared Palmer      | Joshua Eagle Sandon Stolle             | 6:4, 6:4           |

##### Challenger Tour
| Nr. | Datum             | Turnier   | Belag     | Partner           | Finalgegner                           | Ergebnis      |
| --- | ----------------- | --------- | --------- | ----------------- | ------------------------------------- | ------------- |
| 1.  | 15. März 1992     | Brunei    | Hartplatz | Owen Casey        | Filip Dewulf Tom Vanhoudt             | 6:2, 6:3      |
| 2.  | 20. Dezember 1992 | Hongkong  | Hartplatz | Leander Paes      | Richard Matuszewski John Sullivan     | 6:2, 7:6      |
| 3.  | 31. Januar 1993   | Bangalore | Sand      | Leander Paes      | Sean Cole Andrei Merinow              | 6:4, 6:3      |
| 4.  | 14. Februar 1993  | Wolfsburg | Teppich   | Leander Paes      | Jan Apell Michael Mortensen           | 7:6, 6:1      |
| 5.  | 25. April 1993    | Nagoya    | Hartplatz | Jonas Björkman    | Patrick Rafter Fernon Wibier          | 7:5, 5:7, 6:2 |
| 6.  | 17. Juli 1994     | Ulm       | Sand      | Jack Waite        | Wladimer Gabritschidse Andrei Merinow | 4:6, 6:2, 6:0 |
| 7.  | 26. Februar 1995  | Mendoza   | Sand      | Jack Waite        | Márcio Carlsson Gustavo Kuerten       | 6:3, 6:2      |
| 8.  | 28. April 1996    | Prag      | Sand      | Francisco Montana | Aleksandar Kitinov Sébastien Leblanc  | 3:6, 6:3, 6:1 |
| 9.  | 16. Juni 1996     | Zagreb    | Sand      | Jack Waite        | Clinton Ferreira Andrei Pavel         | 3:6, 6:1, 6:0 |
| 10. | 23. Juni 1996     | Eisenach  | Sand      | Francisco Montana | Karsten Braasch Jens Knippschild      | 6:3, 6:2      |
| 11. | 20. Juli 1996     | Tampere   | Sand      | Francisco Montana | Ola Kristiansson Mårten Renström      | 7:5, 7:6      |
| 12. | 27. Oktober 1996  | Brest     | Hartplatz | Mark Keil         | Kelly Jones Dave Randall              | 6:4, 6:2      |

#### Finalteilnahmen
| Nr. | Datum              | Turnier           | Belag         | Partner           | Finalgegner                       | Ergebnis      |
| --- | ------------------ | ----------------- | ------------- | ----------------- | --------------------------------- | ------------- |
| 1.  | 21. Juli 1997      | Stuttgart (1)     | Sand          | Francisco Montana | Gustavo Kuerten Fernando Meligeni | 6:3, 6:7, 6:1 |
| 2.  | 20. Oktober 1997   | Ostrava           | Teppich (i)   | Francisco Montana | Jiří Novák David Rikl             | 6:2, 6:4      |
| 3.  | 16. Februar 1998   | Dubai             | Hartplatz     | Francisco Montana | Mahesh Bhupathi Leander Paes      | 6:2, 7:5      |
| 4.  | 24. Juli 2000      | Stuttgart (2)     | Sand          | Lucas Arnold Ker  | Jiří Novák David Rikl             | 5:7, 6:2, 6:3 |
| 5.  | 23. Oktober 2000   | Toulouse          | Hartplatz (i) | Piet Norval       | Julien Boutter Fabrice Santoro    | 7:6, 4:6, 7:6 |
| 6.  | 6. November 2000   | Stuttgart Masters | Hartplatz (i) | Piet Norval       | Jiří Novák David Rikl             | 6:2, 6:2      |
| 7.  | 16. April 2001     | Estoril           | Sand          | Nenad Zimonjić    | Radek Štěpánek Michal Tabara      | 6:4, 6:1      |
| 8.  | 6. August 2001     | Montreal          | Hartplatz     | Jared Palmer      | Jiří Novák David Rikl             | 6:4, 3:6, 6:3 |
| 9.  | 10. September 2001 | US Open           | Hartplatz     | Jared Palmer      | Wayne Black Kevin Ullyett         | 7:6, 2:6, 6:3 |
| 10. | 1. April 2002      | Miami             | Hartplatz     | Jared Palmer      | Mark Knowles Daniel Nestor        | 4:6, 7:6, 6:2 |
| 11. | 24. Juni 2002      | Nottingham        | Rasen         | Jared Palmer      | Mike Bryan Mark Knowles           | 0:6, 7:6, 6:4 |
| 12. | 23. Juni 2003      | ’s-Hertogenbosch  | Rasen         | Leander Paes      | Martin Damm Cyril Suk             | 7:5, 7:6      |